# Velika nacionalna loža Francije
Velika nacionalna loža Francije (izvirno francosko Grande Loge Nationale Française) je trenutno edina prostozidarska velika loža v Franciji, ki deluje v uniji z Združeno veliko ložo Anglije; ustanovljena je bila leta 1913.
Združuje 1.028 lož, ki imajo skupaj 23.096 članov.